# Guillaume de Machault
Guillaume de Machault (* rond 1300 tot 1305 - Reims, 13 april 1377), moderne spelling Machaut, was een Franse componist, dichter en kanunnik uit de 14e eeuw. Als kanunnik was hij verbonden aan de kapittels van Verdun, Arras en Reims, waar hij verbleef.

## Levensloop
De geboortedatum en -plaats van Machault zijn niet met zekerheid bekend. Hij stamt mogelijk uit de Champagne in de omgeving van Reims, maar hij zou ook uit het dorpje Machau(l)t in de Ardennen afkomstig kunnen zijn. Hij kreeg een opleiding als geestelijke en werd ook als zodanig gewijd. Vanaf ongeveer 1323 werd hij secretaris van hertog Jan van Luxemburg, die ook koning van Bohemen, Moravië en Silezië was. Daardoor reisde hij veel in het gezelschap van zijn broodheer door Europa.
In 1337 werd hij kanunnik in Reims, waar hij vanaf 1340 woonde. Hertog Jan sneuvelde in 1346 in de Slag bij Crécy en Machault trad daarna eerst in dienst van diens dochter Bonne. Zij stierf echter ook, in 1349. Daarna was Machault te vinden bij verschillende leden van de hoge adel, onder wie de latere koning Karel V van Frankrijk en diens jongere broer Jan, de hertog van Berry, die een groot kunstminnaar was.

## Betekenis van de Machault als componist en dichter
Machault is ongetwijfeld de belangrijkste componist van de Ars nova. Hij experimenteerde met gecompliceerde ritmiek en met ingewikkelde modulaties (musica ficta) in het hexachordenstelsel. Hij droeg daarmee bij aan de veranderingen in het toonsysteem, die zich in de eeuw na hem zouden voltrekken. Verder was hij, voor zover bekend, de eerste die een volledige mis componeerde. Deze Messe de Nostre Dame is echter een geïsoleerd geval; pas bij de Tweede Nederlandse School, zo'n honderd jaar later, zou de traditie van volledige missen op gang komen.
Machault was echter niet alleen componist: in zijn tijd was het heel gewoon om met meerdere vlakken van de kunst tegelijk bezig te zijn en zo was hij zeker ook bekend als dichter. Voor zijn begrafenis schreef Andrieu een muziekstuk (Déploration sur la mort de Machault op tekst van Eustache Deschamps) waarin hij le noble Rethorique genoemd wordt.
Zijn versroman Le jugement dou Roy de Navarre is een interessant document dat de antisemitische tendensen van zijn tijd illustreert. In de jaren 1349/1350 werd Europa getroffen door een verschrikkelijke pestepidemie, de Zwarte Dood. In de roman wordt door hemelse machten onthuld dat deze golf van dood en ellende veroorzaakt zou zijn door de joden, die alle bronnen vergiftigd hebben. Daarop werden alle joden en ook vele niet-joden die door hen betaald werden, afgeslacht.

## Werken
- Muziek
  - Messe de Nostre Dame (inclusief het Ite Missa Est)
  - Hoquetus David
  - 23 Motetten
- 19 Lays, o.a. Tels rit
- Literatuur
  - Le jugement dou Roy de Navarre, Versroman
  - Livre dou voir dit, Versroman
  - "Remede de Fortune", versroman met muzikale intermezzi
  - La Prise d'Alexandrie, Kroniek
  - 234 Balladen, 76 Rondeaus
  - La Louange des Dames ("Lof der Dames") -  kortere gedichten: circa 270 lofdichten, circa 50 klaagdichten en andere gedichten. In dit werk bezingt de dichter zijn liefde voor vrouwen en beschrijft hij zijn gevoelens van geluk en ongeluk. Dit werk schildert ook de paradox tussen de hoofse liefde en de smart veroorzaakt door de hevige liefde van de geliefde.

## Beschrijving van de belangrijkste literaire werken
- Le Remède de Fortune ("De remedie voor Fortuin") (circa. 1340, vòòr 1357) – De verteller wordt door zijn geliefde gevraagd of het gedicht dat zij heeft gevonden van hem afkomstig is. De verteller ontvlucht haar en komt terecht in een tuin waarin 'Hoop' hem troost en hem leert een goed minnaar te zijn. Hij zoekt zijn geliefde weer op - (circa 4300 verzen, daarbij ingevoegd: 8 lyrische gedichten, waarvan er 7 op muziek zijn gezet).
- Jugement dou Roy de Behaigne ("Oordeel van de Koning van Bohemen") (vòòr 1346) – De verteller vangt het gesprek op tussen een dame (haar geliefde is dood) en een ridder (door zijn minnares bedrogen). Om te bepalen wie van hen nu het meest ongelukkig is, wint de verteller advies in bij de Koning van Bohemen Jan van Luxemburg die op zijn beurt allegorieën raadpleegt. De ongelukkige ridder wordt als winnaar uitverkoren - (2079 verzen).
- Dit dou Lyon ("Verhaal van de Leeuw") (1342) – De verteller belandt op een magisch eiland en een leeuw leidt hem naar een schone vrouwe. Een oude ridder benadert de verteller en onthult hem de betekenis van wat hij heeft gezien en geeft hem de raad een betere minnaar te zijn.
- Dit de l'Alérion alias Dit des quatre oiseaux ("Verhaal van de vier vogels") (vòòr 1349) – Een symbolische liefdesgeschiedenis : de verteller brengt vier verschillende vogels groot. Elk van hen ontsnapt. Op een goede dag komt de tweede, meest geliefde vogel naar hem terug.
- Jugement dou Roy de Navarre ("Oordeel van de Koning van Navarre") (1349) – In vervolg op de Jugement dou roy de Behainge, verwijt een dame de verteller dat hij de prijs heeft toegekend aan de ridder. De koning van Navarre wordt geraadpleegd en deze veroordeelt de dichter - (4212 verzen).
- Confort d'Ami (1357) – Opgedragen aan Charles II van Navarre  (Charles II de Navarre) (die gevangen werd gehouden in Frankrijk), geeft deze poëtische vertroosting in de vorm van Bijbelse en klassieke voorbeelden (exempla) van 'Fortitude' (Geestkracht).
- Dit de la Fonteinne amoureuse alias Livre de Morphée ("Verhaal van de Liefdesfontein") (1361) – De verteller ontmoet een ontredderde minnaar die moet scheiden van zijn geliefde. De twee mannen vallen in slaap bij een magische fontein en in een droom troost de geliefde haar minnaar - (2848 verzen).

- Le Veoir Dit of Le voir dit ("Een Waar Verhaal") (c. 1362–65) – Vaak beschouwd als het meesterwerk van Machaut. Dit gedicht is een vroeg voorbeeld van meta-fiction en verhaalt over de treurnis en scheiding van de verteller van zijn geliefde en over de valse geruchten  die over hem de ronde gaan. Het verhaal bevat proza in de vorm van brieven en lyrische gedichten die - zo bezweert de verteller ons - daadwerkelijk werden uitgewisseld door de ongelukkige geliefden en die op aandrang van de minnares in het boek werden opgenomen. Dit is werk is desondanks zeer satirisch en spot met de conventionele opvatting van de hoofse literatuur door zichzelf af te schilderen als een oude, ziekelijke, impotente dichter die de minnaar wordt van een jonge en mooie maagd, die verliefd op hem wordt louter en alleen vanwege zijn reputatie als dichter. Hoewel het werk als titel 'Voir Dit' heeft (Waar Verhaal), bevat het verhaal veel tegenstrijdigheden die de lezer doen twijfelen aan de waarachtigheid van het verhaal - (circa 10000 verzen).
- Dit de la Fleur de Lis et de la Marguerite (circa 1369) - Liefdesrelaas ter gelegenheid van het huwelijk van Filips de Stoute (wiens wapen lelies bevat) met Margaretha van Vlaanderen ook wel bekend als Margaretha van Male - (416 verzen).

- Prise d'Alexandrie ("Verovering van Alexandrië") (na 1369) – poëtische hervertelling van de verrichtingen van  Peter van Lusignan, Koning van Jeruzalem en van Cyprus - (tegen de 9000 verzen).
- Prologue (c. 1372) – geschreven aan het eind van zijn leven bij wijze van voorwoord op zijn verzamelde werken. Deze allegorie beschrijft Machauts beginselen van de dichtkunst, muziek en retorica, zoals deze hem door 'Nature' en 'Amour' zijn ingegeven. 'Nature' heeft hem drie kinderen gegeven : 'Sens', die zijn geest geïnformeerd houdt, 'Rhétorique', die hem de bouwkunst leert, en 'Musique', die vreugde brengt overal waar zij is. Amour heeft hem drie andere kinderen gegeven: 'Doux penser', 'Plaisance' et 'Espérance'.

- Bibsys: 90403608
- Biblioteca Nacional de Chile: 000213940
- Biblioteca Nacional de España: XX1003908
- Bibliothèque nationale de France: cb13894804c (data)
- Catàleg d'autoritats de noms i títols de Catalunya: 981058512765106706
- Gemeinsame Normdatei: 118699121
- International Standard Name Identifier: 0000 0000 8016 761X
- Library of Congress Control Number: n50018452
- Nationale Bibliotheek van Letland: 000047159
- MusicBrainz: 465ece07-367f-42f6-92b4-165a88180199
- Bibliotheek van het Japanse parlement: 01078495
- Nationale Bibliotheek van Tsjechië: jn20010525233
- Nationale bibliotheek van Australië: 36508949
- Nationale Bibliotheek van Israël: 987007262123705171
- Nationale Bibliotheek van Polen: a0000001656706
- Nationale en Universitaire bibliotheek Zagreb: 000025740
- Nederlandse Thesaurus van Auteursnamen: 070296340
- Réseau des bibliothèques de Suisse occidentale: 02-A005352699
- Istituto Centrale per il Catalogo Unico: MILV061682
- SNAC: w6766skg
- Système universitaire de documentation: 026908476
- Trove: 1263846
- Union List of Artist Names: 500318944
- Virtual International Authority File: 63976026